# Arturo Bianchi
Arturo Bianchi (Pavia, 1900 – Pavia, 1º maggio 1945) è stato un militare italiano.

## Biografia

### Lo squadrismo

Arturo Bianchi fotografato tre mesi dopo l'aggressione

Bianchi prese parte alla prima guerra mondiale, ma deluso dall'esito e irritato per la "vittoria mutilata" aderì ai Fasci di combattimento.
Dopo aver preso parte alla fondazione del Fascio di combattimento di Pavia nel 1921 fondò il Fascio di Copiano. Nell'aprile 1921 il fascio di Copiano arrivò a contare 350 iscritti e ben tre squadre d'azione che sotto la direzione di Bianchi assunsero il controllo della bassa pavese. Il 25 maggio 1921, presso Genzone, Bianchi fu assalito da comunisti locali e duramente malmenato, ripresosi, circa tre mesi dopo fece realizzare dal fotografo una foto in cui pieno di ecchimosi per le botte ricevute posava con aria di sfida. Secondo la stessa descrizione di Bianchi fu gettato a terra e calpestato mentre dei popolani lo colpivano con bastoni finché, forse per finirlo, fu colpito alla testa con una badilata. Bianchi si salvò grazie all'intervento di Angelo Bellani, organizzatore del fascio di Villanterio, che lo sottrasse alla folla.
Ad agosto fu nominato aiutante maggiore del 1º Battaglione Ciclisti del Gruppo Camicie Nere di Pavia comandato dal dottore Angelo Nicolato. Il battaglione era caratterizzato dall'utilizzo del fez cremisi dei bersaglieri, da cui provenivano gran parte degli squadristi della Lomellina, al posto di quello nero degli arditi usato comunemente dagli squadristi. Il reparto fu così anche soprannominato "Berrette rosse".
Il 17 ottobre, nel corso di una spedizione ad Albuzzano, nel corso di scontri con gli arditi del popolo cadde lo squadrista Angelo Bellani già medaglia d'argento al valor militare. Fu Bianchi, insieme ad Antonio Grignani, ad uscire allo scoperto nel tentativo di trascinare il caduto al riparo ai margini della strada nel tentativo di salvarlo. Pochi giorni dopo, il 21 ottobre Bianchi costituì una nuova squadra d'azione intitolata al caduto che prese il nome di "Disperatissima Angelo Bellani" fondendo le squadre di Copiano e degli altri paesi dei dintorni.

### La battaglia di Novara
Il 9 luglio 1922, presso la cascina Suppea di Casalino, alcuni comunisti uccisero il fascista Angelo Ridoni, un reduce di guerra, che vi aveva trovato lavoro come bracciante. Nei giorni seguenti i fascisti novaresi distrussero buona parte dei circoli socialisti e operai della provincia come quelli di Casaleggio, Cavagliano, Caltignaga e Casalino.
In seguito a scontri avvenuti nella provincia di Novara l'Alleanza del Lavoro di Novara proclamò lo sciopero generale a partire dall'11 luglio, allo sciopero aderirono anche le camere del lavoro provocando la serrata da parte degli industriali
Il 13 luglio 1922 il Fascio di Novara decise di sospendere momentaneamente le proprie funzioni entrando in clandestinità e di richiedere l'aiuto dei fascisti delle provincie vicine. Circa 4000 camicie nere guidate da Cesare Maria De Vecchi, tra cui il Battaglione Ciclisti con Bianchi, furono inviate a Novara. Il 15 luglio vi fu il primo caduto squadrista, facente parte delle berrette rosse pavesi nella frazione di Lumellogno. Il giorno successivo i fascisti per rappresaglia distrussero il circolo socialista di Trecate.

La squadra delle Berrette rosse pavesi dopo l'occupazione del municipio di Novara

Il 17 da Novara il battaglione al comando di Arturo Bianchi e Piero Bezzi è spostato da De Vecchi a Vespolate dove il giorno precedente vi erano state delle aggressioni a dei fascisti. Racconta Bianchi che inizialmente le camicie nere entrate in paese in sella alle loro biciclette furono accolte con entusiasmo dai manifestanti, probabilmente tratti in inganno dalle "berrette rosse" che li facevano rassomigliare agli arditi del popolo. Il paese fu facilmente occupato e nella piazza principale fu schierato il camion del fascio di Copiano. In Vespolate fu incendiato il circolo socialista. Favorevolmente impressionato De Vecchi inviò Bianchi anche ad occupare Borgo Vercelli, il più importante della zona dove fu occupato il circolo socialista al cui interno si erano asserragliati i socialisti e subito dopo anche il Municipio la cui amministrazione fu costretta alle dimissioni. Il giorno seguente Bianchi guidò l'occupazione di Recetto dove il giorno prima dei fascisti che avevano occupato l'abitato ne erano poi stati messi in fuga. A Recetto furono devastate le case di una quindicina di dirigenti socialisti, poi l'azione guidata da Bianchi si estese anche a Casal Valone, Casal Beltrame e Casalino.

### La marcia su Roma
Il 1º agosto fu proclamato lo sciopero legalitario e le squadre pavesi furono spostate a Milano e poste al comando di Attilio Teruzzi. Bianchi il 3 ottobre prese parte all'assalto contro l'Avanti! e pochi giorni dopo fu ferito per la terza volta nel corso di una spedizione a Binasco mentre guidava l'assalto della camera del lavoro così "Il Popolo" quotidiano fascista di Pavia riportò l'elenco dei feriti: "Arturo Bianchi di Copiano, l'indiavolato aiutante maggiore del 1º Battaglione Ciclisti del gruppo di Pavia, ferito da arma da fuoco alla mano sinistra".
Il 28 ottobre guidò l'occupazione della caserma di Villanterio. Bianchi si presentò alla porta della caserma chiedendo al piantone di poter parlare con il comandante della caserma, ma una volta allontanatosi per cercare il suo superiore Bianchi fece entrare all'interno della caserma gli squadristi che, con la sorpresa, facilmente riuscirono a disarmare i soldati

### Tra le due guerre

La Scuola Angelo Bellani, la sezione elementare in Albuzzano

Dopo la marcia su Roma, nel 1923 con il grado di seniore transitò nei ranghi della Milizia Volontaria per la Sicurezza Nazionale anche se preferì dedicarsi alla sua professione di insegnante.
Nell'aprile 1925 Bianchi si laureò in Lettere presso la Regia Università degli Studi di Pavia. Fondò l'Istituto Tecnico Pareggiato Bianchi che prevedeva l'istruzione elementare, complementare, ginnasio, tecnico e magistrale. La scuola, che fu intitolata allo squadrista Angelo Bellani, si occupava forniva inoltre istruzione gratuita agli orfani dei caduti per la causa fascista.
Nel 1929 scrisse il libro "A noi-Storia del fascismo pavese" in cui ricostruì la storia dello squadrismo pavese e le azioni avvenute fuori provincia. Tanto da venir considerato il "cantore del fascismo locale".
Negli anni 30 assunse il comando di una delle 3 coorti della 7ª Legione CC.NN. "Cairoli" della MVSN.
Con l'inizio della guerra d'Etiopia Bianchi si arruolò volontario nella 107ª Legione CC.NN. "Cairoli" di Pavia seguito da diversi studenti che partirono anch'essi volontari. Inquadrato nella 5ª Divisione CC.NN. "1 febbraio".

### La guerra civile

Arturo Bianchi e Guido Cappelli della GNR consegnano diplomi in occasione del XIX° anniversario della fondazione dell'Opera Nazionale Balilla

Dopo l'armistizio dell'8 settembre 1943 fu tra i primi a riorganizzare la federazione del Partito Fascista di Pavia diventandone nell'aprile 1944 vice-segretario.
Con il grado di tenente colonnello del 616º comando provinciale della Guardia Nazionale Repubblicana, ex 7ª Legione CC.NN. "Cairoli", nella primavera 1944 guidò il battaglione di Ordine Pubblico (OP). Nell'estate divenne capo di stato maggiore della XIV Brigata Nera "Alberto Alfieri" di Pavia che si era costituita il 10 luglio 1944 ed era stata intitolata al tenente colonnello Guido Alberto Alfieri. Bianchi guidò numerosi rastrellamenti insieme ai tedeschi, soprattutto nell'Oltrepò Pavese.
Il 2 gennaio 1945 guidò la Brigata Nera nell'ambito dei vasti rastrellamenti che si scatenarono contro i partigiani. Il reparto di Bianchi occupò il paese di Verretto dove sorpresero il vicecomandante della brigata Gramigna Ermanno Gabetta e altri tre compagni i quali si rifugiarono all'interno di una cascina fuori dal centro abitato dove impegnarono a lungo in combattimento le Brigate nere. Due partigiani caddero in combattimento mentre gli altri due, gravemente feriti furono fucilati sul posto. Un altro rastrellamento guidato da Bianchi, a causa di una sua leggerezza, fu invece sventato dai partigiani e si trasformò in una sconfitta.
Con la caduta della Repubblica Sociale Italiana il Capo della Provincia Dante Maria Tuninetti avviò trattative per la resa nonostante che Bianchi si opponesse duramente affinché la Brigata Nera non cedesse le armi e combattesse invece fino all'ultimo. 

I dirigenti del PFR presi prigionieri dai partigiani. Arturo Bianchi in divisa e con la camicia nera

Preso prigioniero il 26 aprile 1945 dai partigiani, nonostante la promessa di essere consegnati agli Alleati i dirigenti del PFR furono condannati a morte dopo un processo sommario nella notte del 30 aprile e fucilato il mattino seguente. Insieme a Bianchi fu fucilato il vicefederale Fausto Pivari, il questore Angelo Musselli, Gigi Dainotti, Giuseppe Baldi e Giovanni Saporiti.

## Opere
- A noi-Storia del fascismo pavese, Pavia, 1929